# Emilie Rathou
Emilie Rathou, de nacimiento Emilie Gustafsson (Provincia de Blekinge, Suecia, 8 mayo 1862-Bromma, Estocolmo, 12 octubre 1948) Fue una sufragista, pionera del movimiento antialcohólico, del movimiento político de la templanza y pionera del movimiento femenino en la primera mitad del siglo XX. Fundó la primera rama sueca de la Cinta Blanca, una organización cristiana de la templanza que se convirtió en una de las mayores organizaciones políticas femeninas de Suecia. En 1891 en el Día Internacional de los Trabajadores en Estocolmo fue la primera mujer en Suecia en exigir el derecho al sufragio femenino en un discurso público. Fue la fundadora de la rama sueca de la Unión Cristiana  de Mujeres por la Templanza.

## Biografía
Emilie Gustafsson nació en Suecia, hija del empresario Albert Gustafsson y Anna Svensdotter, cambió su apellido por Rathou en 1882 cuando comenzó su trayectoria profesional.
Estudió para convertirse en maestra en Kalmar y se dedicó a la enseñanza durante el período de 1882 a 1885. Después fue oradora de la Organización Internacional de los Buenos Templarios de 1885 a 1900 y más tarde propietaria y editora del periódico Dalmasen desde 1890 hasta 1895. Fundó la rama de Östermalm de la Unión Cristiana de Mujeres por la Templanza, Vita Bandet (La Cinta Blanca) en 1900,  y también organizó ramas locales en toda Suecia. Fue su presidenta en 1900-1935, así como vicepresidenta de la Unión Nacional Sueca por la Templanza en 1902-03, y su secretaria en 1903-1947 . Desde el punto de vista político, Rathou era liberal, pero gozaba de popularidad entre los socialdemócratas y fue elegida en 1893 como candidata del partido al Parlamento Popular extraparlamentario. Fue elegida en dos circunscripciones, y fue la única mujer entre 123 representantes masculinos, para discutir sobre el sufragio universal. En 1924, fue una de las mujeres que inició la formación de la Federación de Mujeres del Partido del Pueblo Libre. Su trabajo en pro de la templanza y sus intereses políticos le proporcionaron una amplia red social y acceso a la clase política masculina.

## Trayectoria profesional

### Activismo por la Templanza
Rathou dedicó su vida a crear una sociedad sobria, igualitaria y democrática, como defensora de la sobriedad Rathou participó en varias conferencias internacionales, y cuando conoció a Maria Sandström, en una conferencia de sobriedad en Kristiania en 1898, decidió fundar una sociedad de sobriedad femenina. Fundó así la Banda Blanca viajando por Suecia organizando reuniones y formando asociaciones. El número de asociaciones y miembros creció rápidamente, pasando de diez asociaciones con 264 miembros en 1902 a 114 asociaciones con más de 6.000 miembros en 1912. En 1901 formaron una junta central. Rathou fue durante muchos años presidenta de la Sociedad Östermalms y vicepresidenta de la junta central, además de su secretaria. Su casa servía periódicamente como expedición de la Banda Blanca y como redacción del periódico de la organización, Vita Bandet.  Además Rathou era la editora de la revista, a veces en colaboración con otros miembros de la Banda Blanca, como Gerda Meyerson. Fue la principal conferenciante de la junta central y en su papel de escritora y editora era la voz ideológica más destacada de Vita Bandet.
Durante 36 años también editó el anuario de la Banda Blanca Fuerzas Femeninas y, desde 1924, la revista anual de la organización del Día de la Madre. Durante unos años también fue coeditora de la revista navideña Jultoner colaborando ocasionalmente en el Libro de Familia Nórdico.
En 1911, fue contratada como único miembro femenino del comité de sobriedad designado por el gobierno que se encargó de los trabajos preparatorios del referéndum sobre la prohibición del alcohol en 1922, y en 1919, fue nombrada miembro del consejo de la investigación sobre la prohibición antes del referéndum. Más tarde organizó un Congreso de la Federación de Mujeres de tres días de duración, con más de 2.000 participantes, para difundir información y concienciar sobre el referéndum. En el congreso se formó una nueva organización, el Consejo Central para el Trabajo Femenino de Prohibición, y Emilie Rathou fue elegida su presidenta.
En 1926, inició la Federación Nórdica de Mujeres por una Cultura Libre de Alcohol en la Reunión Nórdica de Sobriedad de Dorpat, y en 1934 dirigió los esfuerzos para organizar el Congreso Mundial de la Banda Blanca en Estocolmo.

### Los derechos de las mujeres
Nunca estuvo del todo involucrada en el movimiento organizado de mujeres, al que criticó por estar dominado por mujeres de la clase alta, ni trabajó por los problemas de la mujer dentro del movimiento de la clase trabajadora, al que criticó por no reconocer la importancia de las feministas. temas, y por lo tanto dio a conocer sus opiniones feministas a través del movimiento de templanza. Emilie Rathou consideraba que el alcohol y la represión de las mujeres estaban vinculados, y su compromiso con la igualdad de género estaba vinculado con su actividad en el movimiento por la templanza. Apoyó la igualdad sexual y se manifestó contra la injusticia social y el doble rasero sexual. Durante sus giras como oradora de la unión por la templanza, en 1888 se convirtió en la primera mujer en Suecia en hablar en público sobre la introducción del sufragio femenino, más de diez años antes de la fundación de la Asociación Nacional para el Sufragio Femenino. En 1891, fue la primera mujer sueca en hacer lo mismo en la capital de Estocolmo.
En 1893,  como representante del Partido Socialdemócrata Sueco se convirtió en la única mujer elegida para el Folkriksdagen (Riksdag del Pueblo), una asamblea celebrada en Estocolmo entre 1893 y 1896, para trabajar por la introducción del sufragio universal. 
Políticamente, inicialmente estuvo comprometida con el movimiento de la clase trabajadora socialdemócrata. En 1892, fundó el club de mujeres socialdemócratas Stockholms allmänna kvinnoklubb, que rápidamente organizó a varias mujeres socialdemócratas como Alina Jägerstedt, Kata Dalström, Anna Sterky, Anna Lindhagen y Amanda Horney. En 1900 se unió a la World's Woman's Christian Temperance Union (WCTU), una organización internacional fundada en Estados Unidos en 1883, y creó la Vita Bandet siguiendo este  modelo estadounidense.
Emilie Rathou murió en 1948 y está enterrada en el cementerio de Bromma.

## Premios y reconocimientos
En 1918 la otorgaron la Medalla Real sueca Illis Quórum, como una de las mujeres suecas más conocidas de su época.